# Episodi di Maiale Capra Banana Grillo (seconda stagione)
La seconda stagione della serie animata Maiale Capra Banana Grillo, composta da 14 episodi, è stata trasmessa negli Stati Uniti, da Nicktoons, dal 20 novembre 2016 all'11 agosto 2018.
In Italia la stagione è stata trasmessa su Nickelodeon.
| nº | Codice di produzione | Titolo originale            | Titolo italiano                       | Prima TV USA     | Prima TV Italia |
| -- | -------------------- | --------------------------- | ------------------------------------- | ---------------- | --------------- |
| 1  | 203                  | Road Trippin'               | Viaggio in auto                       | 20 novembre 2016 |                 |
| 2  | 201                  | Heat Wave                   | Ondata di caldo                       | 4 dicembre 2016  |                 |
| 3  | 202                  | Charm School                | Scuola di fascino                     | 4 dicembre 2016  |                 |
| 4  | 210                  | The Goofy Turkey Zone       | Ai confini della stupidità            | 12 aprile 2017   |                 |
| 5  | 213                  | The Ding-A-Ling Circus      | Il circo di Ding-A-Ling               | 19 aprile 2017   |                 |
| 6  | 208                  | Steak Bus                   | Bus Bistecca                          | 26 aprile 2017   |                 |
| 7  | 211                  | Witness Protection Program  | Programma di protezione dei testimoni | 3 maggio 2017    |                 |
| 8  | 209                  | Flowers for Burgerstein     | Fiori per Burgerstein                 | 10 maggio 2017   |                 |
| 9  | 205                  | Hotel It on the Mountain    | Hotel-Casa sull'albero                | 17 maggio 2017   |                 |
| 10 | 212                  | Where Do Pickles Come From? | Da dove vengono i cetrioli?           | 24 maggio 2017   |                 |
| 11 | 214                  | Hospital Time               | Un giorno in ospedale                 | 31 maggio 2017   |                 |
| 12 | 204                  | Love Boat                   | La barca dell'amore                   | 11 agosto 2018   |                 |
| 13 | 206                  | It's On Like Con Con        | È arrivata la Convention Con!         | 11 agosto 2018   |                 |
| 14 | 207                  | Jimmy Ron Cricket           | Jimmy Ron Grillo                      | 11 agosto 2018   |                 |